# Long Đàm Sùng Tín
Long Đàm Sùng Tín (zh. lóngtán chóngxìn, 龍潭崇信, ja. ryūta sōshin), thế kỷ 8/9, là Thiền sư Trung Quốc, môn đệ của Thiền sư Thiên Hoàng Đạo Ngộ. Môn đệ lừng danh của sư là Thiền sư Đức Sơn Tuyên Giám.

## Cơ duyên
Sư con nhà bán bánh, quê ở Chữ Cung (Chiết Giang), không biết sư họ tên gì, từ nhỏ sư rất kỳ lạ.
Trước kia, Thiền sư Đạo Ngộ được Linh Giám lén thỉnh tới trụ trì chùa Thiên Hoàng mà không ai biết. Nhà của sư tọa lạc trên con hẻm dẫn tới chùa, mỗi ngày sư đều đem 10 chiếc bánh cúng dường Đạo Ngô.
Mỗi lần nhận bánh, Đạo Ngộ lại để lại một cái cho Sư, nói: "Ta cho ngươi để ân huệ cho con cháu." và cứ thế một thời gian. Sư thấy lạ nghĩ "Bánh là do mình mang tới, sao lại nói là tặng mình? Điều này chắc có chỉ ý gì đây", bèn tới hỏi thì được trả lời: "Bánh của ngươi đem đến, ta cho lại ngươi có lỗi gì?" Sư nghe hiểu diệu ý liền xin xuất gia. Đạo Ngộ nói: "Ông trước đây tích sùng phước thiện, nay lại tín nhiệm lời ta, vậy cho pháp danh là Sùng Tín". Từ đó sư chuyên cần thị giả bên thầy.
Một hôm sư thưa: "Từ ngày con đến đây chưa được thầy chỉ dạy tâm yếu." Đạo Ngộ đáp: "Từ ngày ngươi đến đây, ta chưa từng chẳng dạy ngươi." sư hỏi lại: "Chỉ dạy ở chỗ nào?" Đạo Ngộ bảo: "Ngươi dâng trà, ta vì ngươi mà tiếp. Ngươi xá lui, ta gật đầu. Chỗ nào chẳng chỉ dạy tâm yếu?" sư nghe đây hội được đôi chút, lại hỏi thêm: "Làm sao gìn giữ?" Đạo Ngô bảo: "Mặc tính tiêu dao, tuỳ duyên phóng khoáng, chỉ hết tâm phàm, chẳng có thánh giải khác." Sư nhân câu này triệt ngộ.
Sau sư đến trụ tại Long Đàm, cử xướng tông phong thịnh hành.

## Pháp ngữ
Có ông tăng hỏi: "Hạt châu trên búi tóc vua Chuyển Luân ai được?" Sư đáp: " Người chẳng ngắm nghía được". Tăng hỏi: "Được rồi để ở đâu?" Sư nói: "Có chỗ". Tăng nói:" Có nơi nào thử nói ra xem".
Có một vị ni đến hỏi: "Làm sao tu để thành Tăng?" Sư không đáp, hỏi: "Làm ni đã bao lâu?" Ni hỏi nữa: "Lại có khi làm tăng chăng?" Sư bảo: "Hiện nay ngươi là gì?" Ni đáp: "Hiện nay là ni ai chẳng biết!". Sư đáp: "Ai biết ngươi?"
Không biết sư mất năm nào.